# Корістанко
Корістанко (гал. Coristanco, ісп. Coristanco) — муніципалітет в Іспанії, у складі автономної спільноти Галісія, у провінції Ла-Корунья. Населення — 7285 осіб (2009).
Муніципалітет розташований на відстані близько 521 км на північний захід від Мадрида, 35 км на південний захід від Ла-Коруньї.
Муніципалітет складається з таких паррокій: А-Агуалада, Серео, Корістанко, Коусо, Кунс, Ербеседо, Феррейра, Ока, Сан-Шусто, Санта-Байя-де-Кастро, Сеавія, Траба, Валенсія, Вердес, Шавінья.

## Демографія
Динаміка населення (INE ):

## Галерея зображень

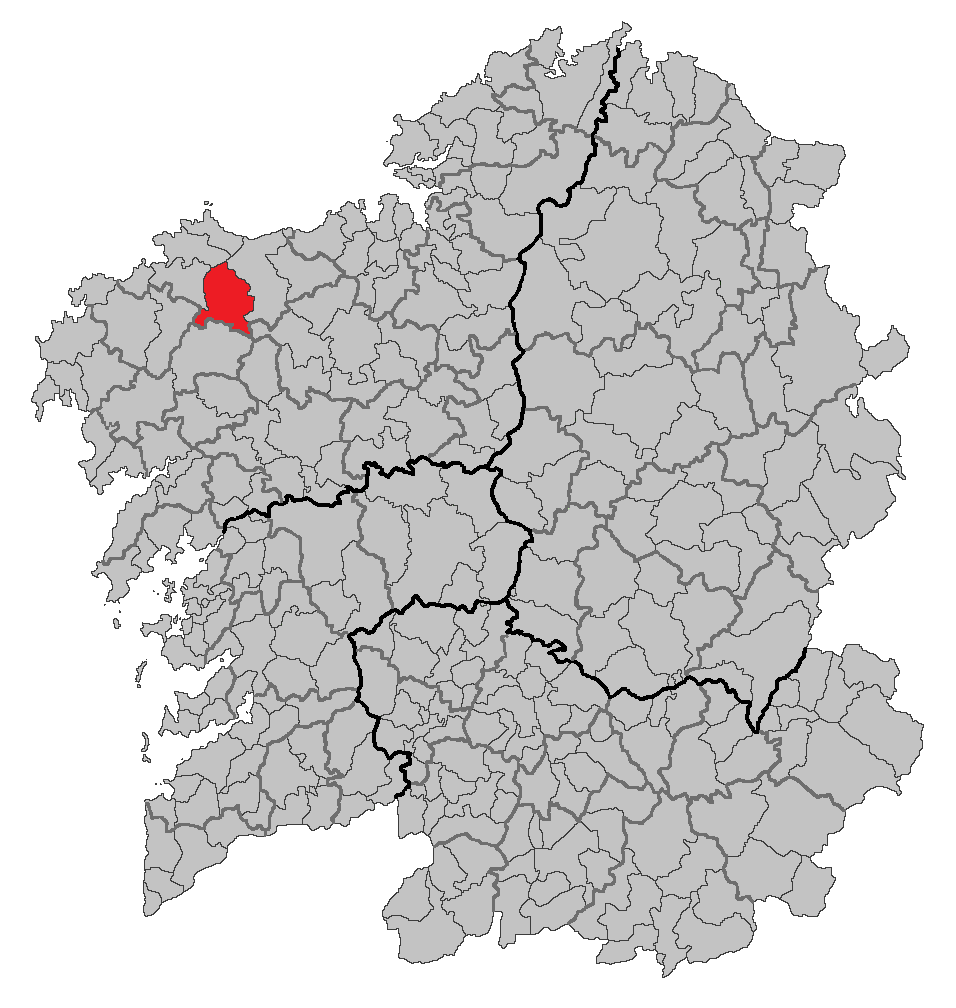
Розташування муніципалітету
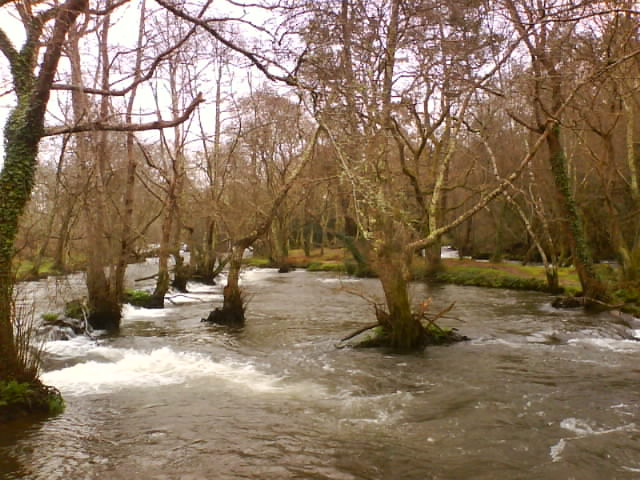
Річка Анльйонс, Вердес